# Huset Orléans

Vapensköld för Bourbon-Orléans

Huset Orléans är en gren av huset Capet, som fått sitt namn efter hertigdömet Orléans, vilket förlänades dem av Frankrikes kung.
Den förste hertigen av Orléans var Filip VI:s yngre son Filip (död 1375), från 1344 hertig av Orléans. Då han inte efterlämnade några arvingar förlänades hertigdömet 1392 till Karl V:s yngre son Ludvig, från vilken den äldre linjen Orléans härstammar. Den besteg 1498 med Ludvig XII Frankrikes tron och dog ut med Henrik III. 
1626 blev Ludvig XIII:s yngre bror Gaston hertig av Orléans varefter, då han avled utan arvingar Ludvig XIV förlänade hertigdömet till sin yngre bror Filip, stamfar för yngre linjen Orléans, även kallad Bourbon-Orléans. Denna linje lever ännu kvar. Den innehade den franska tronen med Ludvig Filip under åren 1830-1848.